# Giro del Piemonte 1965
Il Giro del Piemonte 1965, cinquantaseiesima edizione della corsa, si svolse il 14 marzo 1965 su un percorso di 264 km. La vittoria fu appannaggio dell'italiano Romeo Venturelli, che completò il percorso in 5h28'44", precedendo i connazionali Roberto Poggiali e Dino Zandegù.
Sul traguardo 59 ciclisti, su 83 partiti da Torino, portarono a termine la competizione. 

## Ordine d'arrivo (Top 10)
| Pos. | Corridore         | Squadra           | Tempo    |
| ---- | ----------------- | ----------------- | -------- |
| 1    | Romeo Venturelli  | Bianchi-Mobylette | 5h28'44" |
| 2    | Roberto Poggiali  | Ignis             | s.t.     |
| 3    | Dino Zandegù      | Bianchi-Mobylette | a 37"    |
| 4    | Vito Taccone      | Salvarani         | s.t.     |
| 5    | Marcello Mugnaini | Maino             | s.t.     |
| 6    | Franco Cribiori   | Ignis             | s.t.     |
| 7    | Luciano Sambi     | Legnano           | s.t.     |
| 8    | Adriano Passuello | Ignis             | s.t.     |
| 9    | Silvio Boni       | Legnano           | s.t.     |
| 10   | Albano Negro      | Bianchi-Mobylette | a 1'23"  |